# Mandeure
Mandeure é uma comuna francesa na região administrativa da Borgonha-Franco-Condado, no departamento de Doubs. Estende-se por uma área de 15.13 km². Em 2010 a comuna tinha 4 957 habitantes (densidade: 327,6 hab./km²).